# Dmitry Strakhov
Dmitri Strajov (Viborg, 17 de maio de 1995) é um ciclista russo membro da equipa Gazprom-RusVelo.

## Palmarés
- 2015 (como amador)
  - 1 etapa da Volta ao Bidasoa
  - 1 etapa da Volta a Lérida
  - Troféu Prefeitura de Samora

- 2018
  - Clássica da Arrábida[2]
  - 2 etapas da Volta ao Alentejo
  - Grande Prêmio Internacional de Fronteiras e a Serra da Estrela, mais 1 etapa
  - 1 etapa da Volta às Astúrias

## Resultados em Grandes Voltas e Campeonatos do Mundo
| Corrida            | Corrida            | 2016 | 2017 | 2018 | 2019  | 2020 | 2021 |
| ------------------ | ------------------ | ---- | ---- | ---- | ----- | ---- | ---- |
|                    | Giro d'Italia      | —    | —    | —    | 121.º | —    | —    |
|                    | Tour de France     | —    | —    | —    | —     | —    | —    |
|                    | Volta a Espanha    | —    | —    | —    | —     | —    | —    |
| Mundial em Estrada | Mundial em Estrada | —    | —    | Ab.  | Ab.   | 62.º | Ab.  |

—: não participa

Ab.: abandono